# Heník z Valdštejna
Jindřich z Valdštejna na Všejanech (zpravidla zmiňovaný jako Heník, též Henyk nebo Hynek z Valdštejna, německy Henig von Waldstein; březen 1568 Dobrovice – 1623 Torgau nebo 1. května 1623 Drážďany) byl český šlechtic, spisovatel a knihtiskař z rodu Valdštejnů. Používal pseudonym Jan Pravda Litovanský.

## Život

### Původ a rodina
Heník se narodil jako syn dvorského úředníka Jindřicha z Valdštejna (1517–1579) z lomnické rodové linie a jeho druhé manželky Markéty z Lobkovic.
Od 21. října 1596 byl ženatý s Marií z Lobkovic, dcerou císařského diplomata Kryštofa Popela z Lobkovic (1549–1609). Podruhé se oženil s Kristýnou Nybšickou z Holtendorfu, s níž měl syna Jindřicha (* 1597[zdroj?] Dobrovice – † ?).

### Tiskárna
Na svém zámku v Dobrovici si zřídil vlastní tiskárnu. V roce 1615 začal ve své dílně tisknout desetisvazkovou sérii historických spisů Václava Magerle ze Sobíšku. Po vydání prvních dvou dílů v nich byly nalezeny nevhodné výroky proti císařům Rudolfovi a Matyášovi i proti královským radům. Tiskař Ondřej Mizera byl proto na královský příkaz uvězněn na Pražském hradě. Dne 27. února 1616 byl Mizera na žádost Heníka z Valdštejna císařem propuštěn s podmínkou, že Mizeru nebude věznit ani trestat, ale naopak jej uvede zpět do práce. Navzdory tomu ho nechal Valdštejn uvrhnout do žaláře, nechal jej spoutat řetězy a nakonec bez obvinění, výslechu a řádného soudu stít. Mezi lidmi nechal rozšířit zprávu, že tiskař utekl a totéž řekl u dvornímu kancléři, když byl požádán, aby ho vydal. Na rozkaz císaře však bylo v místě popravy nalezeno tělo, které bylo po exhumaci okamžitě rozpoznano jako Ondřej Mizera. Heník z Valdštejna byl za svůj čin stíhán a odsouzen k pokutě padesáti tisíc kop míšeňských grošů.
Také výše zmíněný autor díla, jenž byl pražským purkmistrem, byl pohnán k zodpovědnosti. Vymlouval se však, že své dílo dal Valdštejnovi pouze k nahlédnutí, nikoli k tisku. Magerle byl roku 1617 zcela omilostněn.

### Exil
Během českého stavovského povstání stál Heník z Valdštejna na straně českých stavů. Po bitvě na Bílé hoře mu byla jeho panství Dobrovice a Křinec zkonfiskována, stejně tak statky po jeho první manželce Oujezdec a Bratronice. Tyto statky později „koupil“ Albrecht z Valdštejna. Heník s rodinou odešel do exilu a prvním cílem těchto exulantů se staly Drážďany. Tam dorazili dne 24. února 1623; Heníka doprovázela manželka s dalšími deseti osobami a osmnáct koní táhlo jejich naložené vozy. Saský kurfiřt ale nerad přijímal cizince do svého rezidenčního sídla, nebyl si jist jejich loajalitou a obával se přelidnění města, proto nařídil městské radě, aby od 1. března 1623 exulanty bez jeho zeměpanského povolení v Drážďanech netrpěla. Heník s manželkou zemřeli o několik týdnů později v Torgau. Jejich nezletilého syna vzal pod svou ochranu saský kurfiřt.

## Pamětní medaile
Na počest Heníka z Valdštejna byly vyraženy dvě medaile, neznámo k jaké příležitosti:
- První těžká pozlacená stříbrná medaile znázorňuje v aversu rodový erb a nápis: HENYK Z WALDSSTEYNA · A NA DOBROWICZY AETATIS · SVAE: XXXIII, 1601. Na rubu je Valdštejnova busta en face s popiskem: HLED NA MNE · ZNEYSERE · NAYDESSLI · SEBE · BEZ WADY | SVD MNE.
- Druhá stříbrná a zlatá medaile znázorňuje bustu s nápisem: HENRI.(cus) L.(iber) BARO DE WALDSTEIN, na rubu erb s nápisem: NOBILITAT · VIRTVS · 1614.[11]

## Spisy vytištěné ve valdštejnské tiskárně
V roce 1610 byla vydána tato díla:
- Zrcadlo potěšení Pánem Bohem samým, a jeho řízením snaubeným a spojeným manželům
- Písničky pěkné a starozzytné nyní pospolu sebrané
- Krátká zpráva o řádu politickým z rozličných autorů wybrana